# Rynek terminowy
Rynek terminowy (rynek instrumentów pochodnych) – część rynku finansowego, na której zawiera się kontrakty terminowe. Przedmiotem obrotu nie są aktywa, lecz umowy (kontrakty) na transakcje, które zostaną wykonane  w ściśle określonym terminie w przyszłości. Cena na produkt (tzw. instrument bazowy), o którym jest mowa w umowie, jest określana w momencie zawarcia umowy. Instrumenty, którymi obraca się na rynku terminowym, noszą nazwę kontraktów terminowych i stanowią część rynku instrumentów pochodnych (derywatów).
Rynek terminowy istnieje ze względu na niemożność całkowitego wyeliminowania ryzyka związanego z kształtowaniem się przyszłych cen aktywów bazowych.
Należy wyodrębnić trzy grupy inwestorów działających na rynkach terminowych: zabezpieczający pozycje (hedgers), arbitrażyści oraz spekulanci.
Pierwsi przeprowadzają transakcje w celu zabezpieczenia już posiadanych aktywów, np. producenci płodów rolnych lub towarów, jak ropa naftowa czy miedź. Druga grupa dokonuje transakcji, kiedy istnieje korzystna relacja cen na rynku kontraktów terminowych i cen na rynku spot, tj. rynku, gdzie handluje się rzeczywistymi towarami. Trzecia grupa podejmuje transakcje, licząc na osiągnięcie zysku w wyniku korzystnej zmiany ceny kontraktu terminowego (wzrostu w przypadku pozycji długich i spadku dla pozycji krótkich). Przyczynia się ona walnie do podniesienia płynności rynku terminowego.
Rynek terminowy oferuje inwestorom liczne możliwości lokowania wolnych środków, które mogą być dopasowane do indywidualnych wymagań, np. dotyczących oczekiwanej stopy zwrotu bądź podejmowanego ryzyka.